# بوطینه
بوطینه (عربی: بوطينة) یک صخره مرجانی و کولاب در خلیج فارس است.